# Acacia coriaria
Acacia coriaria é uma espécie de leguminosa do gênero Acacia, pertencente à família Fabaceae.